# Qwant Maps
Qwant Maps était un service de cartographie en ligne français disponible jusqu'en mai 2024. Comme tous les autres services de Qwant, il respecte la vie privée de ses utilisateurs. Qwant Maps se veut être une alternative en accord avec les valeurs françaises et européennes.

## Description
Qwant Maps est une application open source qui utilise comme fond de carte la carte coopérative OpenStreetMap enrichie avec des contenus provenant de l'annuaire Pages Jaunes et Trip Advisor. Cela permet à Qwant de disposer d'un fond de carte régulièrement mis à jour par les contributeurs d'OpenStreetMap.
Qwant Maps permet de localiser des commerces et des lieux d’intérêts, ainsi que de préparer des déplacements en voiture, à pied, à vélo et en transport en commun.  
En même temps Qwant Maps propose à chacun de ses utilisateurs de découvrir le projet et d'y participer.
Contrairement aux autres services de cartographie en ligne Qwant Maps a pour particularité de ne récolter et d'analyser aucun historique de déplacements.

## Différentes versions
Qwant Maps n'était disponible à la base qu'en version bêta. Cela a permis à Qwant de développer l'application tout en tenant compte des différents retours utilisateurs et d'étoffer les fonctionnalités au fur et à mesure. La version finale a été lancée en 2021.

### Version alpha
Qwant Maps sort initialement en décembre 2018 en version alpha. Avec cette version seule les options de bases sont disponibles comme chercher une adresse, trouver un point d'intérêt afin de voir toutes les informations le concernant et rechercher un itinéraire à pied, à vélo ou en voiture.

### Version Bêta
La version bêta sort pour le grand public le 27 juin 2019. En plus de reprendre les fonctionnalités de la version alpha elle permet aux utilisateurs de se connecter avec Masq. Cela permet d'utiliser Qwant Maps avec une expérience utilisateur plus personnalisée. En effet Masq permet de conserver des données de personnalisation de façon sécurisée et ce sur l'appareil de l'utilisateur sans que Qwant y ait accès. Il est notamment possible avec Masq de sauvegarder des lieux favoris.
L'utilisation de Masq reste cependant facultative et nécessite la création d'un compte Qwant.

## Chronologie
Qwant Maps est initialement annoncé pour l'automne 2019.
Lors de l'inauguration de ses nouveaux locaux le 14 juin 2018, Qwant annonce la sortie de Qwant Maps pour septembre 2018.
Le 4 décembre 2018, Qwant Maps sort en version alpha, avec la seule fonction de recherche d'adresse, affichant les informations d'OpenStreetMap en cliquant sur les points d'intérêts.
Le 28 mars 2019 sort la fonction de recherche d'itinéraire.
Le 27 juin 2019, Qwant Maps sort en version bêta, avec l'ajout d'une fonctionnalité permettant de sauvegarder sur Qwant Masq les adresses favorites de l'utilisateur.
À partir du 17 septembre 2020 la connexion avec le service Masq by Qwant n'est plus possible.
En septembre 2022, Qwant Maps intègre les transports en commun en partenariat avec Hove.
Le 20 mai 2024, via Twitter, le compte officiel de Qwant indique que « le service va bientôt être désactivé » et qu'« À la place, a directement été intégré un module Maps dans le moteur lorsque vous cherchez un lieu par exemple ». En précisant également : « Pour le moment, on préfère se concentrer sur l’expérience de recherche via de nouvelles fonctionnalités. »